# لي غلوفر
لي غلوفر (بالإنجليزية: Lee Glover)‏ (24 أبريل 1970 في المملكة المتحدة - ) هو مدرب كرة قدم ولاعب كرة قدم بريطاني في مركز الهجوم. شارك مع منتخب اسكتلندا تحت 21 سنة لكرة القدم. أما مع النوادي، فقد لعب مع بورت فايل وليستر سيتي وماكليسفيلد تاون ونادي بارنسلي ونادي بيرتن ألبيون ونادي روذرهام يونايتد ونادي لوتون تاون ونوتينغهام فورست وهدرسفيلد تاون وغرانتهام تاون ‏ ونادي مانسفيلد تاون ونادي كوربي تاون.

## وصلات خارجية
- لي غلوفر على موقع قاعدة بيانات كرة القدم.إي يو (الإنجليزية)
- لي غلوفر على موقع Soccerbase.com (لاعب) (الإنجليزية)
- لي غلوفر على موقع عالم كرة القدم.نت (الإنجليزية)